# Балаж, Мор
Мор Балаж (венг. Balázs Mór; 5 марта 1849, Будапешт — 1 августа 1897, Ремаген) — венгерский предприниматель еврейского происхождения, основатель и генеральный директор железнодорожной компании Budapesti Városi Villamosvasút Társaság.

## Биография
Балаж изучал работу транспорта в Великобритании. Благодаря дальнейшей деятельности Балажа 30 июля 1889 года в Будапеште был запущен первый трамвай, курсировавший между Университетской площадью и улицей Стацио. 10 сентября 1889 года трамвай стал ходить и на Подманицкую улицу. В 1895—1896 годах в Будапеште был построен метрополитен (первый континентальный метрополитен), инициатором прокладки подземной дороги выступил также Балаж. Длина проложенных веток составила 3228 метров. Со смертью Балажа прекратились работы над дальнейшими проектами.

## Память
- Похоронен на еврейском кладбище на улице Козма.
- Его имя носит план развития транспорта Будапешта.